# 小行星19149
小行星19149（19149 Boccaccio）是一颗绕太阳运转的小行星，为主小行星带小行星。该小行星于1990年3月2日发现。

## 轨道参数
小行星19149的轨道半长轴为3.3802052 UA，离心率为0.075。